# Daniel Pavlović
Daniel Pavlović (Rorschach, 22 aprile 1988) è un ex calciatore svizzero naturalizzato bosniaco, di ruolo difensore.

## Caratteristiche tecniche
Terzino sinistro di piede mancino, dotato di un ottimo tiro che lo rende pericoloso anche su punizione. Una delle sue migliori qualità è il cross, infatti, spesso crea pericolo nelle difese avversarie grazie ai suoi precisi traversoni al centro dell'area. Nella stagione 2015-2016 è il miglior difensore assist-man della Serie A.

## Carriera

### Club

#### Gli inizi e Sciaffusa
Nato in Svizzera, nella città di Rorschach, dopo aver giocato nelle formazioni giovanili del club locale (FC Rorschach) e in quelle del San Gallo, nel 2004 si trasferisce in Germania nel Friburgo.
Nel 2007, conclusa l'esperienza in Germania, fa ritorno in Svizzera per disputare con lo Sciaffusa la Challenge League, ossia la seconda serie svizzera. Il 18 agosto 2007 debutta nel calcio professionista giocando la sfida pareggiata 1-1 contro il Chiasso, nella quale Daniel segna anche il suo primo gol. Nella stagione riesce a collezionare 25 presenze tra campionato e Coppa di Svizzera.
Resta allo Sciaffusa anche la stagione seguente, nella quale in 20 partite di Challenge League mette a segno 5 gol.

#### Kaiserslautern
Nell'estate 2009 si trasferisce nuovamente in Germania, questa volta in prestito al Kaiserslautern. Esordisce il 31 luglio nella vittoria per 1-0 in Coppa di Germania contro l'Eintracht Braunschweig. Il debutto in campionato è datato invece 8 agosto contro il Greuther Fürth. A fine stagione dopo 17 presenze tra campionato e Coppa di Germania torna allo Sciaffusa che lo cede nuovamente in prestito, questa volta agli svizzeri del Grasshoppers.

#### Grasshoppers
Con gli Hoppers esordisce in Super League il 17 luglio 2010 nel pareggio per 1-1 contro lo Neuchâtel Xamax, segna anche due gol durante la stagione. Grazie alle prestazioni offerte in 31 partite convince il Grasshoppers a puntare ancora su di lui per le stagioni seguenti.
Nel 2011-2012 gioca altre 16 partite tra Super League e Coppa Svizzera, nelle quali mette a segno due reti Nel 2012-2013 gioca 27 partite totali tra campionato e Coppa Svizzera, che vede proprio il Grasshoppers vincere il titolo finale grazie al successo per 5-4 dopo i calci di rigore contro il Basilea.
Il 30 luglio 2013 esordisce in Champions League nella gara persa 1-0 contro i francesi del Lione; nel corso della stessa stagione debutta anche in Europa League il 22 agosto contro la Fiorentina.
Nel 2014-2015 milita per la quarta stagione consecutiva nelle file della squadra di Zurigo e gioca nuovamente i preliminari di Champions League, persi contro il Lille.

#### Frosinone
Conclude la sua esperienza in Svizzera con 144 presenze e 6 gol nelle file del Grasshoppers prima di trasferirsi in Italia in prestito al Frosinone, neo promosso in Serie A. Con i ciociari gioca 22 partite e colleziona 6 assist, risultando così il miglior difensore assist-man della Serie A 2015-2016. Ciò nonostante il Frosinone retrocede e lui decide di rescindere il contratto con il Grasshoppers rimanendo così svincolato.

#### Sampdoria
Il 19 luglio 2016 la Sampdoria rende noto di aver acquisito il giocatore a titolo definitivo: Pavlovič sigla un contratto biennale con opzione per il terzo anno e sceglie la maglia numero 20. Esordisce in maglia blucerchiata 21 agosto 2016 nella vittoriosa trasferta per 1 a 0 in casa dell'Empoli.

#### Crotone
Il 31 agosto 2017 si trasferisce a titolo definitivo per 200.000 euro al Crotone. Esordisce con la maglia dei pitagorici il 20 settembre 2017 nella sconfitta per 5-1 in casa dell'Atalanta. Al termine della stagione (conclusa con la retrocessione in B dei calabresi) rescinde il contratto con il Crotone rimanendo così svincolato.

### Nazionale
Dopo aver giocato 17 presenze con 1 gol tra Under-19 e Under-20 svizzere, il 22 agosto 2007 esordisce in Under-21 nella vittoria per 2-1 contro il Belgio.
Con l'Under-21 gioca in totale 16 partite venendo convocato nella rosa dei 23 che prendono parte agli Europei 2011 nei quali la Svizzera arriva seconda dietro la Spagna.
Nell'ottobre 2016 dopo un colloquio con il CT. bosniaco Baždarević esprime il desiderio di giocare per la Bosnia ottenendo il consenso dalla FIFA per poter cambiare nazionalità.
Nel marzo 2017 viene convocato per le partite di fine marzo contro Gibilterra valida per le qualificazioni al mondiale 2018 e per l'amichevole contro l'Albania. Il 25 marzo fa il suo debutto in nazionale, nella partita contro Gibilterra entrando al 46º al posto di Kolašinac.

## Dopo il ritiro
Nel settembre del 2024, dopo aver completato il corso specifico presso il Settore Tecnico della FIGC a Coverciano, consegue la licenza UEFA A, che consente di guidare tutte le squadre giovanili (comprese le Primavera), tutte le squadre femminili e le prime squadre maschili fino alla Serie C inclusa.

## Statistiche

### Presenze e reti nei club
Statistiche aggiornate al 9 settembre 2018.
| Stagione           | Squadra            | Campionato         | Campionato | Campionato | Coppe nazionali | Coppe nazionali | Coppe nazionali | Coppe continentali | Coppe continentali | Coppe continentali | Altre coppe | Altre coppe | Altre coppe | Totale | Totale |
| Stagione           | Squadra            | Comp               | Pres       | Reti       | Comp            | Pres            | Reti            | Comp               | Pres               | Reti               | Comp        | Pres        | Reti        | Pres   | Reti   |
| ------------------ | ------------------ | ------------------ | ---------- | ---------- | --------------- | --------------- | --------------- | ------------------ | ------------------ | ------------------ | ----------- | ----------- | ----------- | ------ | ------ |
| 2007-2008          | Sciaffusa          | CL                 | 24         | 1          | CS              | 1               | 0               | -                  | -                  | -                  | -           | -           | -           | 25     | 1      |
| 2008-2009          | Sciaffusa          | CL                 | 20         | 5          | CS              | 1               | 0               | -                  | -                  | -                  | -           | -           | -           | 21     | 5      |
| Totale Sciaffusa   | Totale Sciaffusa   | Totale Sciaffusa   | 44         | 6          |                 | 2               | 0               |                    | -                  | -                  |             | -           | -           | 46     | 6      |
| 2009-2010          | Kaiserslautern     | 2.B                | 14         | 0          | CG              | 3               | 0               | -                  | -                  | -                  | -           | -           | -           | 17     | 0      |
| 2010-2011          | Grasshopper        | SL                 | 27         | 2          | CS              | 4               | 1               | -                  | -                  | -                  | -           | -           | -           | 31     | 3      |
| 2011-2012          | Grasshopper        | SL                 | 14         | 1          | CS              | 2               | 1               | -                  | -                  | -                  | -           | -           | -           | 16     | 2      |
| 2012-2013          | Grasshopper        | SL                 | 23         | 0          | CS              | 4               | 0               | -                  | -                  | -                  | -           | -           | -           | 27     | 0      |
| 2013-2014          | Grasshopper        | SL                 | 31         | 1          | CS              | 4               | 0               | UCL+UEL            | 2+2                | 0                  | -           | -           | -           | 39     | 1      |
| 2014-2015          | Grasshopper        | SL                 | 25         | 0          | CS              | 4               | 0               | UCL+UEL            | 2+0                | 0                  | -           | -           | -           | 31     | 0      |
| Totale Grasshopper | Totale Grasshopper | Totale Grasshopper | 120        | 4          |                 | 18              | 2               |                    | 6                  | 0                  |             | -           | -           | 144    | 6      |
| 2015-2016          | Frosinone          | A                  | 22         | 0          | CI              | 0               | 0               | -                  | -                  | -                  | -           | -           | -           | 22     | 0      |
| 2016-2017          | Sampdoria          | A                  | 9          | 0          | CI              | 1               | 0               | -                  | -                  | -                  | -           | -           | -           | 10     | 0      |
| ago.2017           | Sampdoria          | A                  | 1          | 0          | CI              | 0               | 0               | -                  | -                  | -                  | -           | -           | -           | 1      | 0      |
| Totale Sampdoria   | Totale Sampdoria   | Totale Sampdoria   | 10         | 0          |                 | 1               | 0               |                    | -                  | -                  |             | -           | -           | 11     | 0      |
| 2017-2018          | Crotone            | A                  | 10         | 0          | CI              | 0               | 0               | -                  | -                  | -                  | -           | -           | -           | 10     | 0      |
| Totale carriera    | Totale carriera    | Totale carriera    | 220        | 10         |                 | 24              | 2               |                    | 6                  | 0                  |             | -           | -           | 250    | 12     |

### Cronologia presenze e reti in nazionale
| Cronologia completa delle presenze e delle reti in nazionale ― Bosnia ed Erzegovina | Cronologia completa delle presenze e delle reti in nazionale ― Bosnia ed Erzegovina | Cronologia completa delle presenze e delle reti in nazionale ― Bosnia ed Erzegovina | Cronologia completa delle presenze e delle reti in nazionale ― Bosnia ed Erzegovina | Cronologia completa delle presenze e delle reti in nazionale ― Bosnia ed Erzegovina | Cronologia completa delle presenze e delle reti in nazionale ― Bosnia ed Erzegovina | Cronologia completa delle presenze e delle reti in nazionale ― Bosnia ed Erzegovina | Cronologia completa delle presenze e delle reti in nazionale ― Bosnia ed Erzegovina |
| Data                                                                                | Città                                                                               | In casa                                                                             | Risultato                                                                           | Ospiti                                                                              | Competizione                                                                        | Reti                                                                                | Note                                                                                |
| ----------------------------------------------------------------------------------- | ----------------------------------------------------------------------------------- | ----------------------------------------------------------------------------------- | ----------------------------------------------------------------------------------- | ----------------------------------------------------------------------------------- | ----------------------------------------------------------------------------------- | ----------------------------------------------------------------------------------- | ----------------------------------------------------------------------------------- |
| 25-3-2017                                                                           | Zenica                                                                              | Bosnia ed Erzegovina                                                                | 5 – 0                                                                               | Gibilterra                                                                          | Qual. Mondiali 2018                                                                 | -                                                                                   | 46’                                                                                 |
| 28-3-2017                                                                           | Elbasan                                                                             | Albania                                                                             | 1 – 2                                                                               | Bosnia ed Erzegovina                                                                | Amichevole                                                                          | -                                                                                   | 78’                                                                                 |
| Totale                                                                              |                                                                                     | Presenze                                                                            | 2                                                                                   |                                                                                     | Reti                                                                                | 0                                                                                   |                                                                                     |

## Palmarès

### Club

#### Competizioni nazionali
- Campionato tedesco di seconda divisione: 1

Kaiserslautern: 2009-2010
- Coppa Svizzera: 1

Grasshoppers: 2012-2013